# Alasayl Cycling Team
El Alasayl Cycling Team (Código UCI: ACT) es un equipo ciclista femenino de los Emiratos Árabes Unidos de categoría amateur a partir de la temporada 2019.

## Material ciclista
El equipo utiliza bicicletas Wilier Triestina, con ruedas Vision y componentes Rotor.

## Clasificaciones UCI
Las clasificaciones del equipo y de su ciclista más destacado son las siguientes:
| Temporada | Clasificación por equipos | Mejor corredor | Posición |
| 2018      |                           |                |          |

## Palmarés
Para años anteriores véase: Palmarés del Alasayl Cycling Team.

### Palmarés 2018

#### UCI WorldTour 2018
| Fechas | Carreras | Ganadora |
|        |          |          |

#### Calendario UCI Femenino 2018
| Fechas | Carreras | Ganadora |
|        |          |          |

#### Campeonatos nacionales
| Fechas | Carreras | Ganadora |
|        |          |          |

## Plantillas
Para años anteriores, véase Plantillas del Alasayl Cycling Team

### Plantilla 2018
| Integrantes del equipo 2018 | Integrantes del equipo 2018 | Integrantes del equipo 2018 | Integrantes del equipo 2018 |
| Corredor                    | Fecha de nacimiento         | Equipo previo               |                             |
| --------------------------- | --------------------------- | --------------------------- | --------------------------- |
| Nadin Almaskari             | 17 de marzo de 2025         |                             |                             |
| Alyazia Al Nahyan           | 17 de marzo de 2025         |                             |                             |
| Shouq Alnowais              | 17 de marzo de 2025         |                             |                             |
| Mandana Dehghan             | 26 de febrero de 1991       |                             |                             |
| Ekaterina Knebeleva         | 13 de diciembre de 1996     |                             |                             |
| Grace Phang                 | 13 de septiembre de 1985    |                             |                             |
| Roisin Thomas               | 17 de abril de 1989         |                             |                             |
| Ebtissam Mohamed            | 25 de septiembre de 1996    |                             |                             |
|                             |                             |                             |                             |
| Fuente: ProCyclingStats     |                             |                             |                             |